# Тевельде, Фаниель
Фаниель Темесген Тевельде (норв. Faniel Temesgen Tewelde; 9 сентября 2006) — норвежский футболист, нападающий клуба «Ломмел».

## Клубная карьера
Выступал за молодёжные команды клубов «Херкулес» и «Одд». В декабре 2021 года 15-летний игрок подписал с «Оддом» профессиональный контракт. 30 октября 2022 года дебютировал в основном составе «Одда» в матче норвежской Элитсерии против «Лиллестрёма». 4 июня 2023 года забил свой первый гол за «Одд» в игре против «Саннефьорда».

## Карьера в сборной
Выступал за сборные Норвегии до 15, до 16, до 17 и до 18 лет.